# Baía Khalmyer

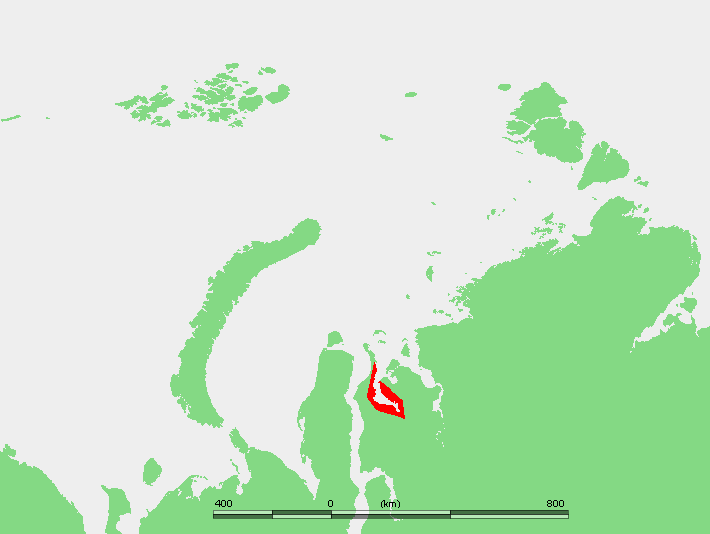
Mapa que mostra a localização da Baía Khalmyer.

A Baía Khalmyer ou Baía Gydanskaya (em russo:  Гыданская губа, Gydanskaya Guba) é uma enseada na costa siberiana do Mar de Kara. Fica na Península de Gydan e tem cerca de 185 km de comprimento por 47 km de largura máxima.
e um rio